# Campoletis taeniolata
Campoletis taeniolata là một loài tò vò trong họ Ichneumonidae.